# Ga Ori
Ga Ori là ga tàu điện ngầm trên Tuyến Bundang. Trước khi mở cửa Ga Bojeong vào năm 2004, nó là ga cuối phía Nam của Tuyến Bundang. Nó là ga đường sắt dưới lòng đất đầu tiên xây dựng ở Hàn Quốc có 2 sân ga và 4 đường sắt.

## Bố trí ga
| ↑ Migeum        |
| ４３ \| ２１ \| |
| Jukjeon ↓       |

| １ | ●Tuyến Suin–Bundang | → Sân ga không được sử dụng |
| ２ | ●Tuyến Suin–Bundang | → Hướng đi Incheon →        |
| ３ | ●Tuyến Suin–Bundang | ← Hướng đi Cheongnyangni    |
| ４ | ●Tuyến Suin–Bundang | → Sân ga không được sử dụng |